# (280) Филия
(280) Филия (др.-греч. φιλία) — небольшой астероид главного пояса, который характеризуется крайне малой скоростью вращения вокруг своей оси, составляющей более 2,5 земных суток или около 64 часов. Он был открыт 29 октября 1888 года австрийским астрономом Иоганном Пализой в обсерватории города Вены и назван древнегреческим словом Филия, означающим «любовь», «дружба».

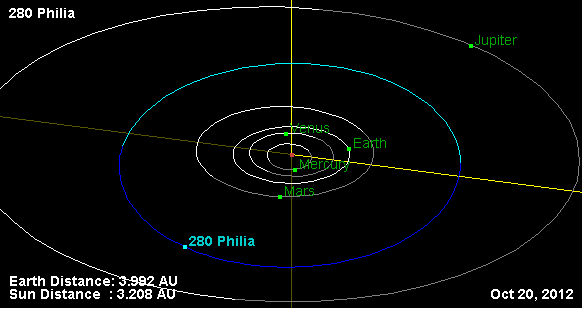
Орбита астероида Филия и его положение в Солнечной системе